# لانگدون (کانزاس)
لانگدون (به انگلیسی: Langdon) شهری در ایالت کانزاس کشور ایالات متحده آمریکا است که جمعیت آن در سرشماری سال ۲۰۱۰ میلادی، ۴۲ نفر بوده‌است.